# Kossínskoie
Kossínskoie (en rus: Косинское) és un poble de l'óblast de Vladímir, a Rússia, segons el cens del 2010 tenia 729 habitants. Pertany al districte municipal de Iúriev-Polski.